# Гьямфи, Исаак
Исаак Гьямфи (англ. Isaac Gyamfi; род. 9 сентября 2000, Аккра) — ганский футболист, полузащитник.

## Карьера

### «Тирана»
Профессиональную карьеру начал в ганском клубе «Грит Олимпикс». В сентябре 2020 года футболист перешёл в албанский клуб «Тирана», подписав трёхлетний контракт. Дебютировал за клуб 1 ноября 2020 года в матче Кубка Албании против клуба «Шкумбини». Дебютный матч в рамках албанской Суперлиги сыграл 4 ноября 2020 года против клуба «Кукеси». На протяжении сезона футболист преимущественно оставался игроком замены. Также выступал за резервную команду албанского клуба. В январе 2022 года покинул клуб.

### «Медеама»
В январе 2023 года футболист присоединился к ганскому клубу «Медеама». Дебютировал за клуб 28 январе 2023 года в матче против клуба «Хартс оф Оук». В следующем матче 1 февраля 2023 года против клуба «Кинг Файсал» футболист отличился дебютной результативной передачей. Провёл за клуб 2 матча и вскоре покинул его. 

### «Энергетик-БГУ»
В апреле 2023 года футболист присоединился к белорусскому клубу «Энергетик-БГУ». Дебютировал за клуб 23 апреля 2023 года в матче против солигорского «Шахтёра», выйдя на поле в стартовом составе. Первым результативным действием за клуб футболист отличился 5 августа 2023 года в матче против «Слуцка», отдав голевую передачу. Завершил сезон футболист на итоговом предпоследнем месте в чемпионате, отправившись в стыковые матчи за сохранение прописки. По итогу стыковых матчей, в которых футболист не принимал участие, клуб уступил «Витебску» и вылетел в Первую лигу. В декабре 2023 года футболист покинул клуб из-за запрета на легионеров во втором белорусском дивизионе.

## Международная карьера
В октябре 2017 года вместе с юношеской сборной Ганы до 17 лет отправился на юношеский чемпионат мира. Сыграл на турнире 4 матча, дойдя до стадии четвертьфинала. 